# Конрадово (Куявсько-Поморське воєводство)
Конрадово (пол. Konradowo) — село в Польщі, у гміні Александрув-Куявський Александровського повіту Куявсько-Поморського воєводства.
Населення — 134 особи (2011).
У 1975-1998 роках село належало до Влоцлавського воєводства.

## Демографія
Демографічна структура станом на 31 березня 2011 року:
|          | Загалом | Допрацездатний вік | Працездатний вік | Постпрацездатний вік |
| -------- | ------- | ------------------ | ---------------- | -------------------- |
| Чоловіки | 68      | 18                 | 47               | 3                    |
| Жінки    | 66      | 14                 | 41               | 11                   |
| Разом    | 134     | 32                 | 88               | 14                   |